# Siegfried de Guînes
Siegfried de Guînes también Sigfrido el Danés (Sifridus Dacus m. 965) fue un caudillo vikingo de Guînes, Pas-de-Calais de origen danés. Aunque parece que nunca fue designado conde, actuaba como jarl de facto y era reconocido como tal. Es el primer referente de los condes de Guînes. Siegfried era nieto de Godfrid de Guînes (a veces confundido con Godofredo Haraldsson, hijo de Harald Klak), y Gisela de Lotharingia.
No se encontraron fuentes fiables que confirmen que Siegfried era nieto del rey Harold de Dinamarca (quienquiera que fuese), porque la fuente más antigua que proporciona información significativa sobre Siegfried (La historia de los condes de Guînes de Lamberto de Ardres) fue escrita más de dos siglos después y ni siquiera proporciona una supuesta paternidad para él. Esa fuente afirmaba que Siegfried procedía de la sangre del conde Walberto de Ponthieu, que era nepos et cognatus germanus del (sin nombre) rey de Dinamarca y que Guînes le pertenecía por derecho hereditario. Estas afirmaciones se respaldan con hechos que supuestamente ocurrieron en 928. Más adelante, se afirma que el hermano del rey de Dinamarca, llamado Cnut, era nepos et cognatus germanus de Siegfried. Estas declaraciones solo son coherentes entre sí si nepos et cognatus germanus se interpreta como algo vago como «pariente» en lugar de algo específico como «sobrino». Se ha sugerido de forma plausible que este Canuto se basaba en Canuto de Jórvik que acuñó monedas tanto en York como en Quentovic (este último a sólo unas pocas millas de Guînes) alrededor del año 900, pero estos detalles proporcionados por Lambert son legendarios más que históricos. 

## Herencia
Se casó con Elstrude de Gand, hija de Arnulfo I de Flandes, quien concertó el matrimonio tras la intrusión y ocupación de Siegfried y darse cuenta de que un contraataque sería muy costoso, otorgándole el título de conde de Guînes, pero como vasallo del conde de Flandes. Bajo los sucesores de Siegfried, el condado de Guînes adquirió considerable importancia. Fruto de esa relación nació
- Ardolfo de Guînes, que sería padre de Rodolfo de Guînes;
- Hawise (Heloise) de Guînes, quien sería esposa de Crispin du Bec.